# Méounes-lès-Montrieux
Méounes-lès-Montrieux ist eine französische Gemeinde mit 2.260 Einwohnern (Stand 1. Januar 2022) im Département Var in der Region Provence-Alpes-Côte d’Azur. Sie gehört zum Arrondissement Brignoles und zum Kanton Garéoult.

## Geografie
Méounes-lès-Montrieux liegt in Luftlinie knapp 20 km südlich von Brignoles und etwas mehr als 20 km nördlich von Toulon in Ausläufern der mit Eichen und Aleppo-Kiefern bewaldeten Mittelgebirgslandschaft des Massif de la Sainte-Baume. Das Gemeindegebiet gehört zum Regionalen Naturpark Sainte-Baume. Wenige Kilometer nordöstlich erreicht man in Néoules die breite Ebene des oberen Issole-Tals. In südwestlicher Richtung fällt das Oberlauf des Gapeau, der zwischen Signes und Méounes-lès-Montrieux entspringt und die Gemeinde durchfließt, rasch über den Nachbarort Belgentier ab und erreicht bei Solliès-Pont die breite Ebene des unteren Gapeautals, die das Massif de la Sainte-Baume vom Maurenmassiv trennt.

## Geschichte
Bereits in gallo-römischer Zeit war das Gebiet von Méounes  besiedelt. Steine eines Tempels aus dieser Epoche wurden für den Bau der Kirche verwendet.
Die mittelalterliche Besiedelung ist seit dem Jahr 1060 urkundlich belegt, als der Ort als Molna erwähnt wurde, das damals bis zur Loslösung von der Muttergemeinde im Jahr 1252 ein Ortsteil von Signes war. Der Name geht etymologisch wahrscheinlich auf das keltische Wort für Berg zurück. Die Ortsherrschaft übten die Grafen, später die Bischöfe von Marseilla aus.
Die Kartause von Montrieux, die 1117 gegründet wurde, hatte zwei berühmte Priore. Im Jahr 1150 war es Jean d’Espagne, der 1151 die Kartause Le Reposoir in den Savoyer Alpen gründete. Im 14. Jahrhundert leitete Gérard Petrarca, der Bruder des berühmten italienischen Dichters Francesco Petrarca, das Kloster.

### Bevölkerung
| Jahr      | 1962 | 1968 | 1975 | 1982 | 1990  | 1999  | 2008  | 2017  |
| --------- | ---- | ---- | ---- | ---- | ----- | ----- | ----- | ----- |
| Einwohner | 550  | 585  | 632  | 928  | 1.010 | 1.246 | 1.910 | 2.184 |

## Kultur und Sehenswürdigkeiten

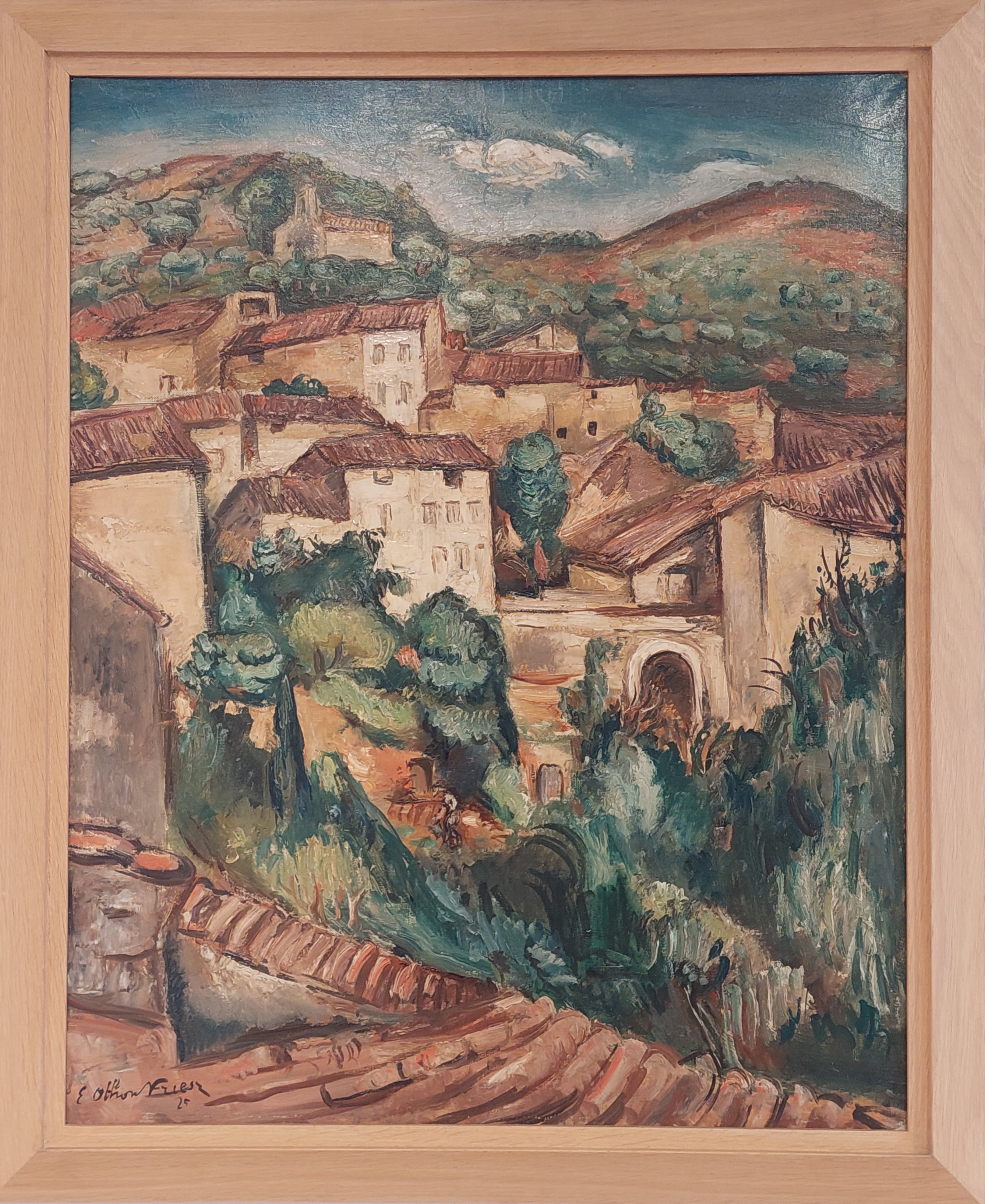
Othon Friesz: Vue de Méounes, 1925, Musée de Valence

Das Ortsbild des historischen Ortskerns von Méounes-lès-Montrieux mit seinen alten Gassen und schönen Hauseingängen ist sehr malerisch und zog in der Vergangenheit auch bildende Künstler an. Besonders sehenswert sind die Brunnen, von denen der im 17. bis 18. Jahrhundert gebaute am Place des Ecoles als Inscrit Monument Historique unter besonderem Denkmalschutz steht. Ein wenig außerhalb der Ortschaft liegen die Ruinen des alten Dorfes Montrieux-le-Vieux.
Die Pfarrkirche Mariä Himmelfahrt aus dem 16. Jahrhundert vereint romanische und gotische Elemente. Zum Bau der Kirche wurden Steine eines antiken, gallo-römischen Tempels verwendet. Im 17. Jahrhundert wurde sie vergrößert und besteht seitdem aus drei Schiffen, einem Turm mit einem Kuppeldach auf sechs Säulen. Die eigenartigen Seitenportale sind als Inscrit Monument Historique klassifiziert. Zum Schatz der Kirche zählen Retabel aus vergoldetem Holz und Marmorengel von Antoine Duparc.
Die Karthause besteht aus zwei Teilen. Einer steht inmitten des Waldes in Montrieux-le-Vieux. Die heute verfallenen Gebäude dienten im 12. Jahrhundert als Laienunterkunft und sind als weiteres Inscrit Monument Historique eingetragen. Der andere, weit größere Teil war in Montrieux-le-Jeune, entstand im 12. Jahrhundert und wurde im 17. und 19. Jahrhundert erneuert. Das kleine Kloster und die als Monument Historique bewertete Kapelle Sainte-Roseline ließ Karl II., König von Neapel, Titularkönig von Jerusalem, Fürst von Salerno und Graf von Provence im angevinischen Stil erbauen. Der Altar des Kapitelsaals, der dem Bildhauer Pierre Puget zugeschrieben wird, ist der ehemalige Hauptaltar der Kapelle der Karthause La Verne.